# Vimara
Vimara fue un religioso del Reino de León, obispo de Tuy aproximadamente entre los años 937 y 948. Según Flórez, aparece por primera vez mencionado en un documento de 937, aún en vida de Hermogio, donde firma como Vimara Tudensis Eps. En documentos posteriores —en 941 y 942— vuelve a aparecer junto con otros obispos. Se ha querido relacionar este obispo con otro llamado Bimarasio, que está enterrado en el monasterio de San Esteban de Ribas de Sil, pero Flórez lo descarta por razones etimológicas. Afirma, también, que Vimara era sobrino de san Hermogio. Habría renunciado al cargo hacia el año 949 y también al patronato de la Iglesia de San Juan de Neva, en Avilés (Asturias), que legó a su hermano Alfonso. Le sucedió en el obispado Baltario.